# Сен-Марсьяль (Ардеш)
Сен-Марсья́ль (фр. Saint-Martial, окс. Sainte Marguerite Lafigère) — коммуна во Франции, находится в регионе Рона — Альпы. Департамент коммуны — Ардеш. Входит в состав кантона Сен-Мартен-де-Валама. Округ коммуны — Турнон-сюр-Рон.
Код INSEE коммуны — 07267.

## Население
Население коммуны на 2008 год составляло 256 человек.
| 1962 | 1968 | 1975 | 1982 | 1990 | 1999 | 2008 |
| ---- | ---- | ---- | ---- | ---- | ---- | ---- |
| 375  | 496  | 401  | 339  | 266  | 271  | 256  |

## Экономика
В 2007 году среди 147 человек в трудоспособном возрасте (15—64 лет) 96 были экономически активными, 51 — неактивными (показатель активности — 65,3 %, в 1999 году было 70,6 %). Из 96 активных работали 88 человек (52 мужчины и 36 женщин), безработных было 8 (6 мужчин и 2 женщины). Среди 51 неактивных 11 человек были учениками или студентами, 23 — пенсионерами, 17 были неактивными по другим причинам.

## Фотогалерея

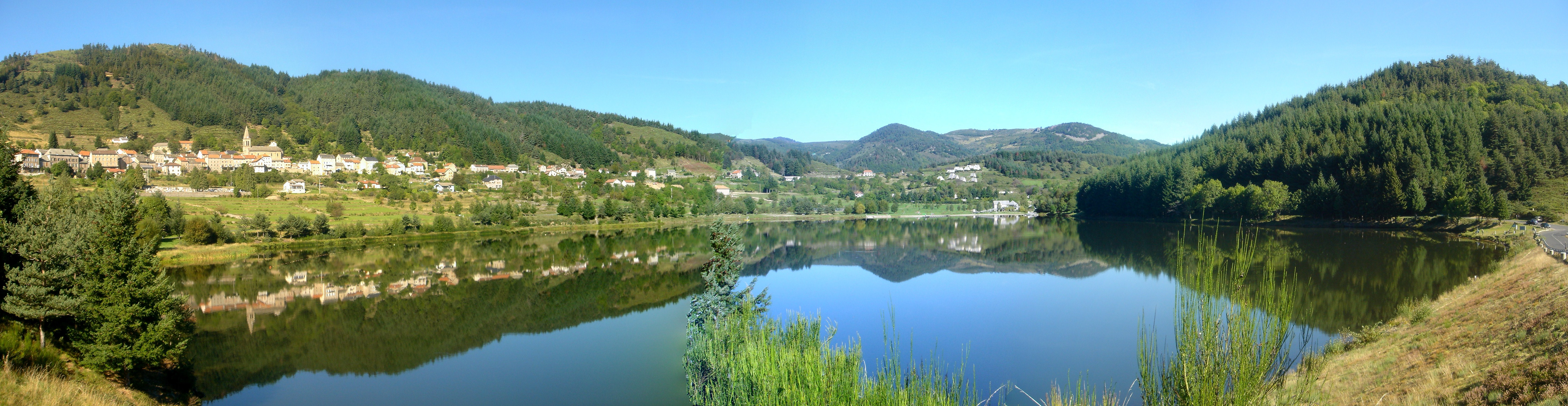
Сен-Марсьяль и озеро
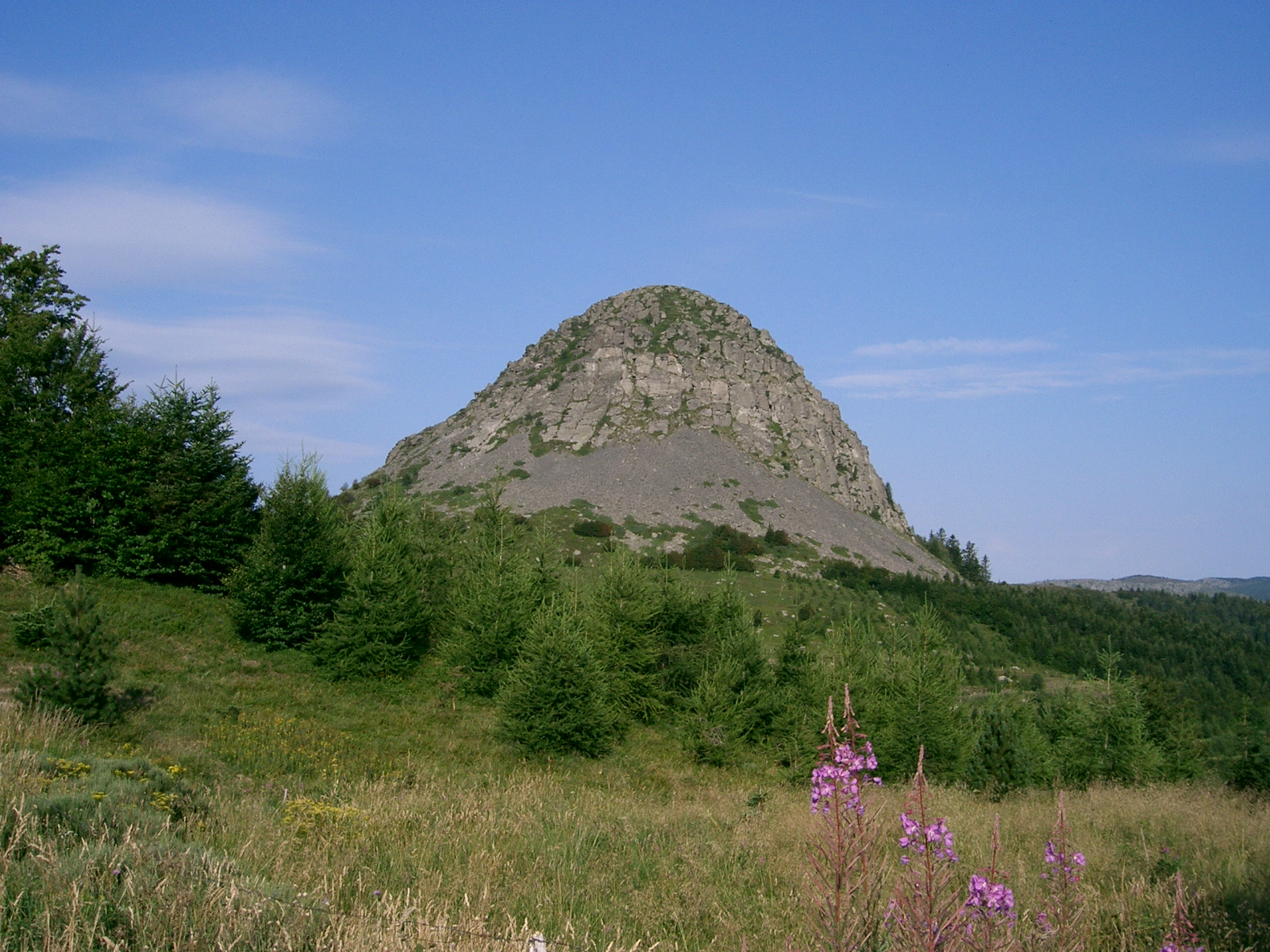
Гора Жербье-де-Жонк
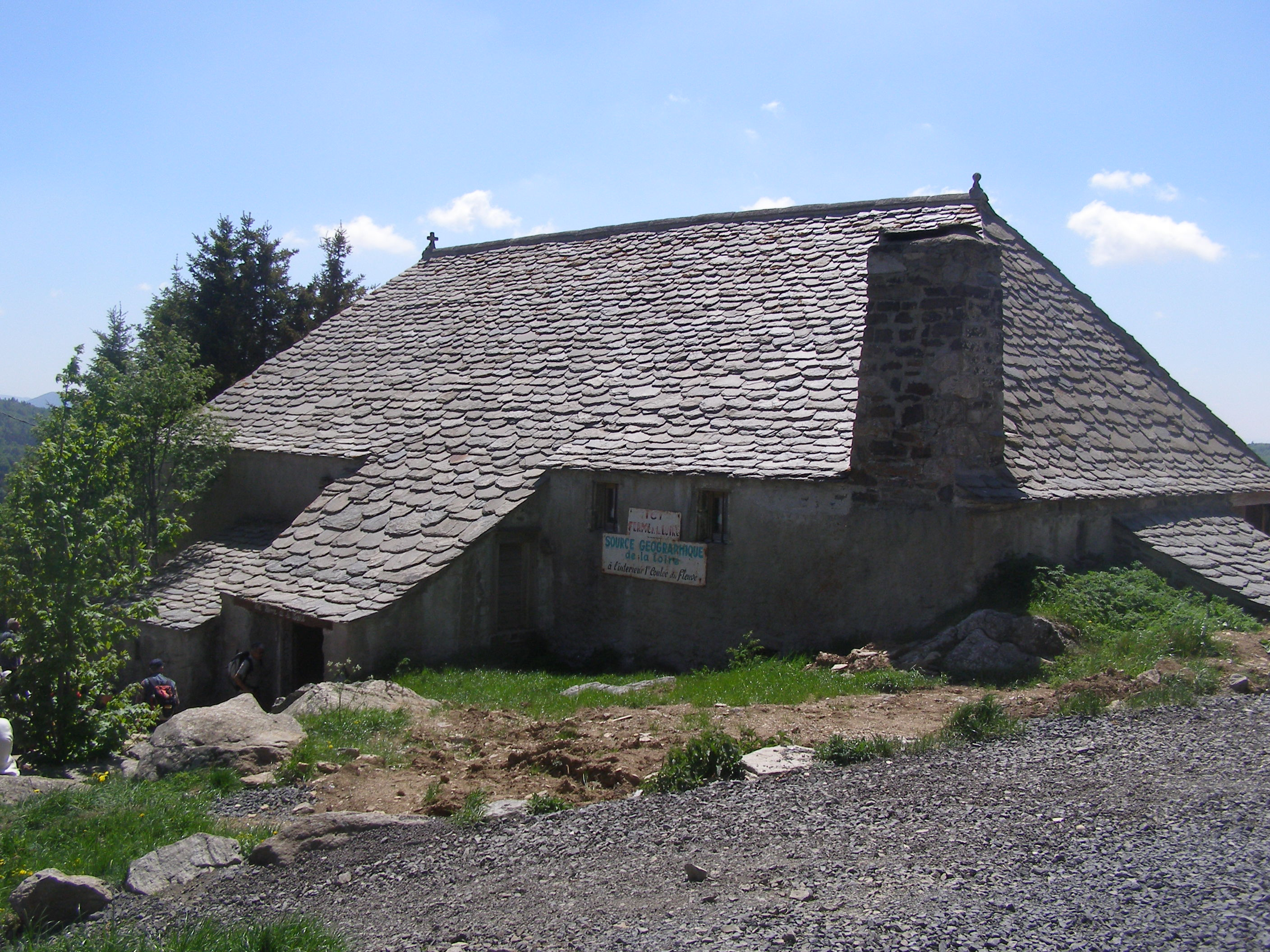
Бывшая ферма
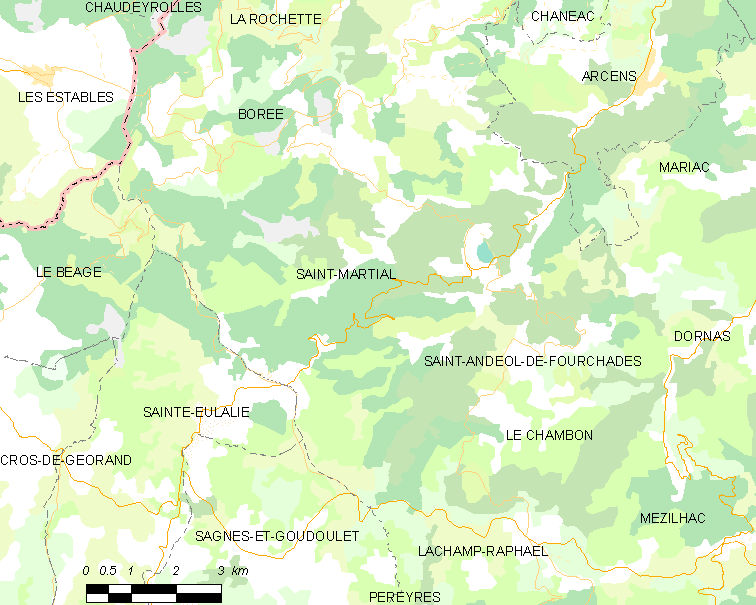
Карта коммуны